# Revelations (minissérie)
Revelations é uma série de televisão de seis episódios transmitida pela NBC a partir de 13 de abril de 2005. Situada nos dias modernos, o programa explora o Apocalipse, assim como profecias relacionadas a ele.
A minissérie foi escrita por David Seltzer, autor dos livros que deram origem à trilogia de filmes A Profecia (The Omen). Foi produzida por Gavin Polone (O Quarto do Pânico) e dirigida por Lesli Linka Glatter e David Semel. No seu elenco principal estrelam Bill Pullman, Natascha McElhone, Tobin Bell, Michael Massee, John Rhys-Davies e Mark Rendall
A série é um mistério religioso, acompanhando dois personagens centrais, um físico, Dr. Richard Massey (Bill Pullman) professor da universidade de Harvard cuja filha foi assassinada por satanistas e uma freira, Josepha (Natascha McElhone) que irá atrás de Dr. Richard para tentar fazê-lo ajudá-la a investigar quais eventos contidos no Livro das Revelações virão a se tornar realidade num futuro muito próximo.
Mas a missão de Josepha, não é tão simples. Enquanto o cético Dr. Richard sempre tentou provar que todos os eventos que ocorrem na natureza poderiam ser explicados pela Ciência, Josepha, vai levá-lo a uma jornada através do curioso mundo da fé. Surgem diversos milagres e são enviados diversos sinais, mas não se sabe se são do Céu ou do Inferno.
Isaiah Haden (Michael Massee) pretenderá garantir que o Exército da Escuridão vença a batalha do Apocalipse, que inevitavelmente que está por vir. Enquanto isso, Dr. Richard e Josepha correrão contra o tempo a fim de evitar o fim do mundo. 
Os episódios de Revelations chegaram a registrar picos de 15 milhões de espectadores.em razão disto, a Universal Pictures lançou Revelations em DVD duplo, contendo os seis episódios série.